# Loxokalypus
Loxokalypus – rodzaj kielichowatych z rzędu Coloniales. Jedyny z monotypowej rodziny Loxokalypodidae.
Rodzaj i gatunek typowy, Loxokalypus socialis, opisane zostały w 1972 roku przez Petera Emschermanna na podstawie okazów z północnego Oceanu Spokojnego. Autor umieścił je w monotypowej rodzinie Loxokalypodidae oraz w monotypowym podrzędzie Astolonata, który wraz z podrzędem Stolonata tworzy rząd Coloniales. Autorzy powątpiewający w monofiletyzm Coloniales rezygnują z podziału kielichowatych na rzędy lub umieszczają Loxokalypodidae w monotypowym rzędzie Loxokalypodia. W 1999 roku Jean-Loup d'Hondt i Dennis Gordon opisali z okolic Nowej Kaledonii drugi gatunek rodzaju, Loxokalypus pedicellinoides. Materiał typowy tego gatunku nie jest najlepiej zachowany i jego przynależność systematyczna budzi wątpliwości, stąd ma on status nomen dubium.
Są to zwierzęta osiadłe, kolonijne, morskie. Od innych kolonijnych kielichowatych wyróżniają się osadzeniem poszczególnych osobników na wspólnej płytce podstawowej; nie są one więc połączone stolonami (stąd nazwa podrzędu Astolonata). Podobnie jak Loxosomatidae charakteryzują się stylikiem oddzielonym od kielicha niecałkowitą przegrodą łącznotkankową oraz odbytem umieszczonym na stożku analnym. Pozbawione są szyjki i aparatu gwiaździstego.